# شهرستان الخلق
ناحیهٔ الخلق (به عربی: مدیریة الخلق) یک ناحیه در یمن است که در استان جوف (یمن) واقع شده‌است.

## خصوصیات
ناحیهٔ الخلق ۱۴٬۱۲۳ نفر جمعیت دارد.